# 野原文四郎

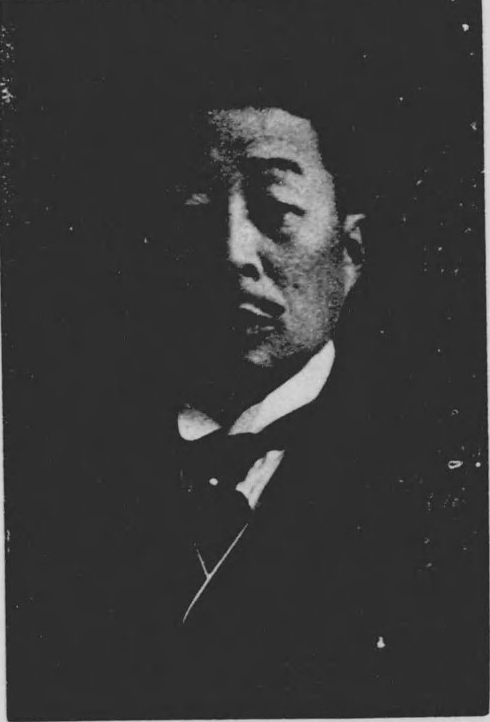
野原文四郎

野原 文四郎（のはら ぶんしろう、1871年12月3日（明治4年10月21日）- 1951年（昭和26年））は、明治後期から昭和前期の実業家、政治家。長野県飯田市長。旧姓・高坂、幼名・胤雄。

## 来歴
長野県上伊那郡大草村（現中川村）で、高坂謙輔の二男として生まれた。飯田で酒造業と綿屋を営む旧家の野原文四郎家の養子となり、1896年（明治29年）に家督を相続し文四郎を襲名した。飯田土地建物社長、飯田銀行取締役、三信鉄道取締役などを歴任した。
1901年（明治34年）から飯田町会議員を2期務め、学校新築の経費調査委員や野底川の入会権に関する委員などを務めた。
1937年（昭和12年）4月、飯田市が発足し市長代理を飯田町長・小西吉太郎が務め、飯田市会の推挙により同年7月、初代市長に就任。就任後間もなく日中戦争が勃発し、飯田市警防団や飯田市国防婦人会が結成されるなどの戦時体制下で、地方自治は制約を受け、政府の直接指揮下に置かれた。1939年（昭和14年）4月に市長を退任した。

## 野原家
野原家は織田氏家臣の武士であったが、本能寺の変後に伊那谷に移り、本家の野原半三郎家（現在の綿半ホールディングス）ともに飯田城下の御用商人、町役人を務め、明治維新後は金物商に転じた。